# Chino Mariano
Chino Mariano, artistnamn för Franco Enzo Carl Mariano, född 23 februari 1955 i Stockholm, är en svensk gitarrist. 
Chino Mariano började sin karriär som dansare och studerade på Operans balettelevskola, innan han fick anställning på Dramaten som 14-åring. Som 16-åring övergav han dansen och övergick till att spela gitarr på heltid. Han har varit medlem i band som Forbes, Zkiffs, (med Björn Skifs, Mike Watson, Lasse Wellander och Peter Milefors), Stockholm All Stars, Little Mike & The Sweet Soul Music Band med flera. Chino Mariano har medverkat på turnéer och arbetat som studiomusiker åt en lång rad populära artister. Han har även spelat in mycket filmmusik, däribland ett flertal filmer av bland andra Lasse Åberg, Magnus och Brasse och Björn Skifs.

## Några av de artister och grupper som Chino Mariano spelat gitarr med
- Björn Skifs
- Carola
- Ted Gärdestad
- Tommy Körberg
- Magnus Uggla
- Zkiffz
- Little Mike & The Sweet Soul Music Band
- Stockholm All Stars
- Ola & The Janglers
- Harpo
- Frida
- Tomas Ledin
- Elisabeth Andreasson
- Charlie Norman
- Kikki Danielsson
- Putte Wickman
- Robert Wells
- Lotta Engberg
- Abba
- Jerry Williams
- Forbes
- Lill-Babs
- Lena Philipsson
- Roxette
- Mats Ronander
- Sanne Salomonsen